# Mind Your Language
Mind Your Language – brytyjski serial komediowy, emitowany w latach 1977-79 i ponownie w 1986 przez stacje komercyjne należące do sieci ITV. Pierwsze trzy serie produkowała London Weekend Television, zaś czwartą Granada Television. Pomysłodawcą serialu i jego scenarzystą wiodącym był Vince Powell.
W 1979 serial został zamknięty, pomimo dużej popularności, ze względu na swój rodzaj humoru, eksploatujący w dość dosadny sposób stereotypy dotyczące różnych narodów. Uznano wówczas, iż nie mieści się już w standardach poprawności politycznej w coraz bardziej wielokulturowym brytyjskim społeczeństwie. W 1986 podjęto próbę jego reaktywacji, jednak nie osiągnął już dawnego sukcesu.

## Opis fabuły
Miejscem akcji serialu jest szkoła wieczorowa dla dorosłych, gdzie odbywa się kurs języka angielskiego dla cudzoziemców mieszkających w Wielkiej Brytanii. Głównym bohaterem jest prowadzący kurs nauczyciel, który osiągał kiepskie wyniki w pracy z młodzieżą i jedyną szansą na pozostanie w zawodzie okazały się dla niego lekcje z imigrantami, których z uwagi na niesforność grupy nie chciał uczyć nikt inny. Przydzieleni mu kursanci to barwna mieszanka temperamentów i narodowych cech, pokazanych w serialu w bardzo wyostrzony sposób. Wyraźnie zaznaczono również animozje między różnymi grupami narodowymi i religijnymi, np. między Japończykami i Chińczykami czy sikhami a muzułmanami.

## Bohaterowie i obsada
w nawiasach podano odtwórców ról

### Personel szkoły
- Jeremy Brown (Barry Evans) - główny bohater serialu, mężczyzna około trzydziestki, nauczyciel prowadzący zajęcia w ramach kursu języka angielskiego dla cudzoziemców w szkole wieczorowej. Pomimo ukończenia elitarnego Oxford University jego dotychczasowa kariera zawodowa nie przebiegała pomyślnie. W przypływie desperacji jest gotowy przyjąć każdą propozycję i bez wahania decyduje się na podjęcie pracy na cieszącym się złą sławą kursie dla imigrantów. Jest stonowany i bardzo uprzejmy, charakteryzuje go również typowo angielski dystans i ironiczny humor. Z czasem odkrywa, że przy całej swojej niesforności jego podopieczni są grupą bardzo oddanych mu i lojalnych wobec niego ludzi, zaś nawiązane z nimi relacje zaczynają wykraczać poza same zajęcia w szkole.
- Panna Dolores Courtney (Zara Nutley) - dyrektorka szkoły wieczorowej, samotna kobieta po pięćdziesiątce. Panna Courtney przez całe swoje życie pozostawała singielką z wyboru, ponieważ ma jak najgorsze zdanie o mężczyznach, co niekiedy odbija się też na jej stosunkach z Brownem. Rządzi szkołą twardą ręką, pracownicy żartobliwie określają ją tytułem Her Ladyship, stosowanym wobec wysokiej rangi arystokratek. Ma bardzo złe zdanie o uczniach pana Browna i o nim samym, lecz z drugiej strony docenia, iż jako jedyny potrafi zapanować nad rozwrzeszczaną grupą cudzoziemców. Nie znosi, gdy mówi się do niej per "pani", a nie "panno".
- Sid (Tommy Godfrey) - pracuje w szkole jako woźny. Jest bardzo przyjazny wobec pana Browna i jego uczniów, a nawet stara się pomagać im w nauce. Ci jednak mają problem ze zrozumieniem go, ponieważ używa on angielskiego w odmianie cockney rhyming slang. W wolnych chwilach chętnie zagląda do kieliszka i nie gardzi żadnym kompanem do picia.
- Gladys (Iris Sadler) - bufetowa, podczas przerw w zajęciach sprzedaje uczniom kawę i herbatę po dziesięć pensów za filiżankę. Jest straszną plotkarą i za jej sprawą wszelkie wieści czy nawet nieopatrznie powierzone jej sekrety roznoszą się błyskawicznie po całej szkole.

### Kursanci

#### Występujący w trzech lub czterech seriach
- Giovanni Capello (George Camiller) – kucharz z włoskiej restauracji, miłośnik dobrego wina i pięknych kobiet. Jako prawdziwy Włoch, Giovanni jest bardzo pobożny (przynajmniej w sferze deklaracji) i uwielbia piłkę nożną. Jego relacje z innymi bohaterami są powikłane. Z Maksem łączy go podobnie hulaszczy tryb życia, ale jednocześnie rywalizują o względy Danielle. Pomaga Juanowi, gdy ten jeszcze bardzo słabo mówi po angielsku, ale potem hiszpańsko-włoskie animozje biorą często górę. Nieoczekiwanie jego dobrym kumplem staje się z czasem jego kolega z ławki, Ranjeet.
- Maximillian Andrea Archimedes Papandrious (Kevork Malikyan) - Max jest Grekiem w typie macho, pracuje jako marynarz. Często imprezuje razem z Giovannim, wspólnie podejmują też rozmaite podstępy mające ułatwić im przetrwanie w szkole, ale jednocześnie bardzo zaciekle konkuruje z nim o Danielle. Siedzi w ławce z kostyczną Anną, która reaguje mocnymi szturchnięciami na jakiekolwiek próby dotykania jej lub wygłaszania pod jej adresem dwuznacznych uwag.
- Anna Schmidt (Jacki Harding) – niemiecka au pair, traktowana nie najlepiej przez swoich brytyjskich gospodarzy. Jako stereotypowa Niemka mówi z ciężkim akcentem, jest obowiązkowa i poważna, źle znosi ciągłe żarty i wygłupy kolegów. Jest kobietą o dość korpulentnej budowie ciała i dużej sile fizycznej, której chętnie używa do natychmiastowego kończenia wszelkich prób zalotów.
- Chung Su-Lee (Pik-Sen Lim) – sekretarka z ambasady Chińskiej Republiki Ludowej, jest zindoktrynowaną do granic możliwości maoistką, która nie rozstaje się z czerwoną książeczką Mao i chętnie ją cytuje. Przy każdej okazji wygłasza polityczne tyrady, w tym także wymierzone w goszczącą ją Wielką Brytanię. Przy bliższym poznaniu okazuje się jednak ciepłą i uczynną koleżanką.
- Taro Nagazumi (Robert Lee) – Japończyk, przedstawiciel jednego z tamtejszych koncernów wytwarzających elektronikę. Z wyglądu najstarszy kursant w grupie, mówi ze specyficznym akcentem zniekształcającym końcówki wszystkich wyrazów. Jest niezwykle uprzejmy, kłania się na początku każdej wypowiedzi, ale zarazem ma zdecydowane poglądy, m.in. dotyczące wyższości Japonii nad Chinami (co oczywiście rodzi konflikty z Su-Lee). Zawsze ma przy sobie aparat fotograficzny.
- Jamila Ranjha (Jamila Massey) – gospodyni domowa pochodząca z Indii, jej językiem ojczystym jest urdu. Na początku serialu ona i Juan mówią po angielsku zdecydowanie najgorzej w grupie, dodatkowo Jamilla ma duże kłopoty ze zrozumieniem brytyjskich norm kulturowych, jednak z czasem staje się jedną z lepszych uczennic. W pierwszej serii jest przedstawiana jako buddystka, ale później okazuje się być chrześcijanką. Często umila sobie zajęcia robieniem na drutach.
- Juan Cervantes (Ricardo Montez) – pochodzący z Hiszpanii barman, obok Taro jeden ze starszych kursantów. Jak przystało na południowca mówi z dużą dozą ekspresji, zaś swoją słabą znajomość angielskiego maskuje swobodnym mieszaniem tego języka z hiszpańskim. Ma dobre serce i jest bardzo uprzejmy wobec pana Browna, z czasem traktuje go niemalże jak członka rodziny.
- Ranjeet Singh (Albert Moses) – indyjski sikh, zatrudniony w londyńskim metrze. Zgodnie z nakazami swej religii zawsze ma na sobie turban, nosi także kirpan, którym niekiedy wygraża innym osobom. Nie jest zbyt dobrym uczniem, ale za to zawsze wylewnie kaja się za popełnione błędy. Pozostaje w napiętych stosunkach z Alim, bo choć etnicznie i językowo są sobie bliscy, dzieli ich spór religijny.
- Danielle Favre (Françoise Pascal) – ponętna Francuzka, w seriach 1 i 3 będąca główną seksbombą grupy. W serii 2 na kurs uczęszcza również atrakcyjna Szwedka Ingrid, która staje się rywalką Danielle. Jest obiektem nieustannych i nieudanych podrywów Maksa i Giovanniego, świadomie zresztą rozbudza zainteresowanie sobą poprzez pełne seksualnych podtekstów wypowiedzi. Stara się uwieść pana Browna, jednak ten jest wyraźnie stremowany jej dość bezpruderyjnym stylem bycia.
- Ali Nadeem (Dino Shafeek) – bezrobotny muzułmanin pochodzący z Pakistanu. Jest jowialny i uprzejmy, ale zarazem nie lubi się przepracowywać na zajęciach, zwykle nie rozumie też jakichkolwiek metafor czy mniej literalnych znaczeń słów, przez co interpretuje je zupełnie inaczej, niż chciał rozmówca. Namiętnie kłóci się z Ranjeetem, którego uważa za "niewierną małpę".

#### Występujący w jednej lub dwóch seriach
- Ray Marioni jako Boris (serie 1)
- Anna Bergman jako Ingrid Svenson (serie 2 i 4)
- Gabor Vernon jako Zoltán Szabó (seria 2)
- Ahmed Khalil jako Sheikh El Hamid (seria 3)
- Russell Hunter jako Jock (seria 3)
- Marie-Elise Grepne jako Michelle Dumas (seria 4)
- Raj Patel jako Farrukh Azzam (seria 4)
- Vincent Wong jako Fu Wong Chang (seria 4)
- Jenny Lee-Wrigh jako Maria Papandrious (seria 4)

## Odcinki
| Nr      | Tytuł odcinka                   |
| Sezon 1 | Sezon 1                         |
| ------- | ------------------------------- |
| 01      | "The First Lesson"              |
| 02      | "An Inspector Calls"            |
| 03      | "A Fate Worse Than Death"       |
| 04      | "All Through the Night"         |
| 05      | "The Best Things in Life"       |
| 06      | "Come Back All Is Forgiven"     |
| 07      | "The Cheating Game"             |
| 08      | "Better to Have Loved and Lost" |
| 09      | "Kill or Cure"                  |
| 10      | "Hello, Sailor"                 |
| 11      | "A Point of Honour"             |
| 12      | "How's Your Father?"            |
| 13      | "The Examination"               |
| Sezon 2 |                                 |
| 14      | "All Present If Not Correct"    |
| 15      | "Queen for a Day"               |
| 16      | "Brief Re-encounter"            |
| 17      | "Many Happy Returns"            |
| 18      | "Don't Forget the Driver"       |
| 19      | "A Hard Day's Night"            |
| 20      | "Take Your Partners"            |
| 21      | "After Three"                   |
| Sezon 3 |                                 |
| 22      | "I Belong to Glasgow"           |
| 23      | "Who Loves Ya Baby?"            |
| 24      | "No Flowers By Request"         |
| 25      | "Just the Job"                  |
| 26      | "Guilty or Not Guilty?"         |
| 27      | "Repent At Leisure"             |
| 28      | "The School Fete"               |
| 29      | "What a Tangled Web"            |
| Sezon 4 |                                 |
| 30      | "Never Say Die"                 |
| 31      | "Too Many Cooks"                |
| 32      | "Easy Come Easy Go"             |
| 33      | "Fifty Years On"                |
| 34      | "Time and Tide"                 |
| 35      | "Ghoulies and Ghosties"         |
| 36      | "Mama Mia!"                     |
| 37      | "A Rash Decision"               |
| 38      | "Wedding Fever"                 |
| 39      | "Everybody's Out"               |
| 40      | -                               |
| 41      | -                               |
| 42      | -                               |